# An tần Lý thị
An tần Lý thị (安嬪 李氏, 1622 - 1693) là phi tần của Triều Tiên Hiếu Tông thuộc nhà Triều Tiên.

## Cuộc sống
Bổn quán tại Khánh Châu. Quang Hải Quân năm thứ 14 (1622), sinh, thân phụ Lý Ứng Hiến (李應憲) . Được gả làm thiếp cho Hiếu Tông khi ông còn là Phụng Lâm Đại quân (鳳林大君) dưới thời Nhân Tổ. Sau sự kiện nhà Thanh xâm lược Triều Tiên năm 1636, cùng anh em Phụng Lâm Đại quân, trong đó có Chiêu Hiến Thế tử, bị đưa đến Thẩm Dương làm con tin. Nhân Tổ năm thứ 22 (1644), được hồi quốc.
Nhân Tổ năm thứ 27 (1649), sinh hạ Thục Ninh Ông chúa. Vài ngày sau đó, Nhân Tổ băng hà, Thế tử kế vị, tức Triều Tiên Hiếu Tông, vài năm sau được sắc phong Tòng tứ phẩm Thục viên. Hiển Tông năm thứ 2 (1661), ban đầu phong Tòng tam phẩm Thục dung, vài tháng sau tấn phong Tòng nhị phẩm Thục nghi, sau sắc phong Tòng nhất phẩm Quý nhân. Túc Tông năm thứ 12 (1686), tấn tôn Chính nhất phẩm Tần, mỹ hiệu An (安), gọi là An tần (安嬪).
Túc Tông năm thứ 19 (1693), mất ở tuổi thứ 72. Mộ phần tại thị xã Jin-geon, thành phố Namyangju, tỉnh Gyeonggi.

## Gia quyến
- Thân phụ: Lý Ứng Hiến (李應憲)
  - Phu quân: Triều Tiên Hiếu Tông
    - Vương nữ: Thục Ninh Ông chúa (淑寧翁主, 1649[4] - 1666[5]), hạ giá lấy Cẩm Bình úy Phác Bật Thành (朴弼成)
      - Ngoại tôn nữ: Phác thị (朴氏), hạ giá lấy Lý Tú Triết (李秀喆)